# Zastava M85
A Zastava M85 é uma carabina projetada e produzida pela então iugoslava Zastava Arms. É uma versão encurtada do fuzil original, o Zastava M80, que é o sucessor do fuzil de assalto Zastava M70. O M85 é praticamente igual à versão carabina do M70, a Zastava M92, sendo a única diferença no calibre e, neste caso, no projeto do carregador, igual aos fuzis originais, o M70 e o M80.
Tal como a sua variante original, o M80, a M85 pretendia ser uma nova arma no arsenal do Exército Popular Iugoslavo, mas a dissolução da Iugoslávia interrompeu a produção. Atualmente é produzido em grande parte para vendas comerciais e exportação.

## Projeto e recursos
O Zastava M85 é um fuzil padrão AK que incorpora elementos de projeto da carabina soviética AKS-74U, mas com câmara para o cartucho ocidental 5,56×45mm NATO. É operado a gás, resfriado a ar, alimentado por carregador e oferece capacidade de fogo seletivo. Ele pode ser diferenciado dos membros tradicionais da família AK por seu punho de pistola de polímero exclusivo, carregador de 5,56x45mm e, mais significativamente, por seu guarda-mão "Yugo" distinto, que é mais longo e possui três aberturas de resfriamento em vez das duas usuais. O M85 também possui um dispositivo de ocultação de clarão copiado diretamente do AKS-74U. Além disso, o M85 é construído usando um receptáculo estampado em chapa de aço de 1,5 mm, que é mais espesso do que o aço de 1,0 mm usado na maioria dos fuzis derivados do AK. Isso resulta em maior durabilidade ao custo de maior peso.

## Derivados
- Zastava M80 – Fuzil original
- Zastava M90 – Versão melhorada do fuzil original
- Zastava M92 - Variante quase idêntica destinada ao cartucho soviético 7,62×39mm (versão carabina do fuzil de assalto Zastava M70)